# Alt-Schadow
Alt-Schadow (niedersorbisch Stary Škódow) ist ein Ortsteil der Gemeinde Märkische Heide im Landkreis Dahme-Spreewald (Brandenburg).

## Lage
Alt-Schadow liegt östlich des Neuendorfer Sees und ist der nördlichste Ort im Biosphärenreservat Spreewald. In der Nähe zum See befinden sich zwei Campingplätze. Mit dem Godnasee befindet sich ein weiterer See unweit des Ortes.

## Geschichte
Die erste urkundliche Erwähnung erfolgte 1424. Zunächst war der Ort sorbisch besiedelt, hieß nur Schadow und gehörte zur Herrschaft Storkow. Durch seine Lage an der Fernstraße von Cottbus nach Berlin erlangte Schadow eine gewisse verkehrstechnische und wirtschaftliche Bedeutung. Der Umschlag von Viehtransporten brachte dem Ort Einnahmen. Im Ort befand sich eine Kirche. Die im Bereich des Dorfplatzes stehende Kirche wurde im Dreißigjährigen Krieg zerstört. Nachdem in der Umgebung Raseneisenstein gefunden worden war, befahl Friedrich II. von Preußen mit der Anlage der Kolonie Hüttenplatz und der Ansiedlung aus der Pfalz stammender Handwerker die Errichtung von zwei Hochöfen. 1753 erfolgte die Umbenennung des Ortes in Alt-Schadow. Im Siebenjährigen Krieg wurde das Werk zerstört und nicht wieder aufgebaut. 1773 wurde Alt-Schadow nach Neu Schadow eingepfarrt. Ein Großbrand im Jahr 1854 vernichtete fast alle Gebäude Alt-Schadows. Viele der direkt nach der Katastrophe neu errichteten Gebäude prägen noch immer das Ortsbild. Die Bevölkerung betreibt Forst- und Holzwirtschaft. Ein am Ort bestehendes Wehr aus dem Jahr 1911 diente zugleich als Umschlagplatz für Holz. 
Etwa seit Beginn des 19. Jahrhunderts gewann der Ort Bedeutung als Naherholungsgebiet für das weiter nördlich gelegene Berlin. 1925 zählte Alt-Schadow 336 Einwohner. Bis 1933 war die Zahl auf 365 angestiegen, um bis 1939 dann wieder auf 335 zu sinken. Im Zweiten Weltkrieg wurde die bei Alt-Schadow über die Spree führende historische Brücke gesprengt. 1954 wurde eine neue Brücke gebaut.
Alt-Schadow wurde am 26. Oktober 2003 in die Gemeinde Märkische Heide eingegliedert.

## Bauwerke und Denkmale
Auf dem Dorfplatz steht die Friedenseiche von 1871 sowie ein Kriegerdenkmal für die Gefallenen des Ersten Weltkrieges und die gefallenen und vermissten Soldaten des Zweiten Weltkrieges. Ein Wildtiergehege befindet sich auf der Halbinsel Raatsch. Bemerkenswert ist die Schleusenanlage mit Nadelwehr. In der Liste der Baudenkmale in Märkische Heide ist für Alt-Schadow die Schleusen- und Wehranlage (Nadelwehr) an der Spree als einziges Baudenkmal aufgeführt.

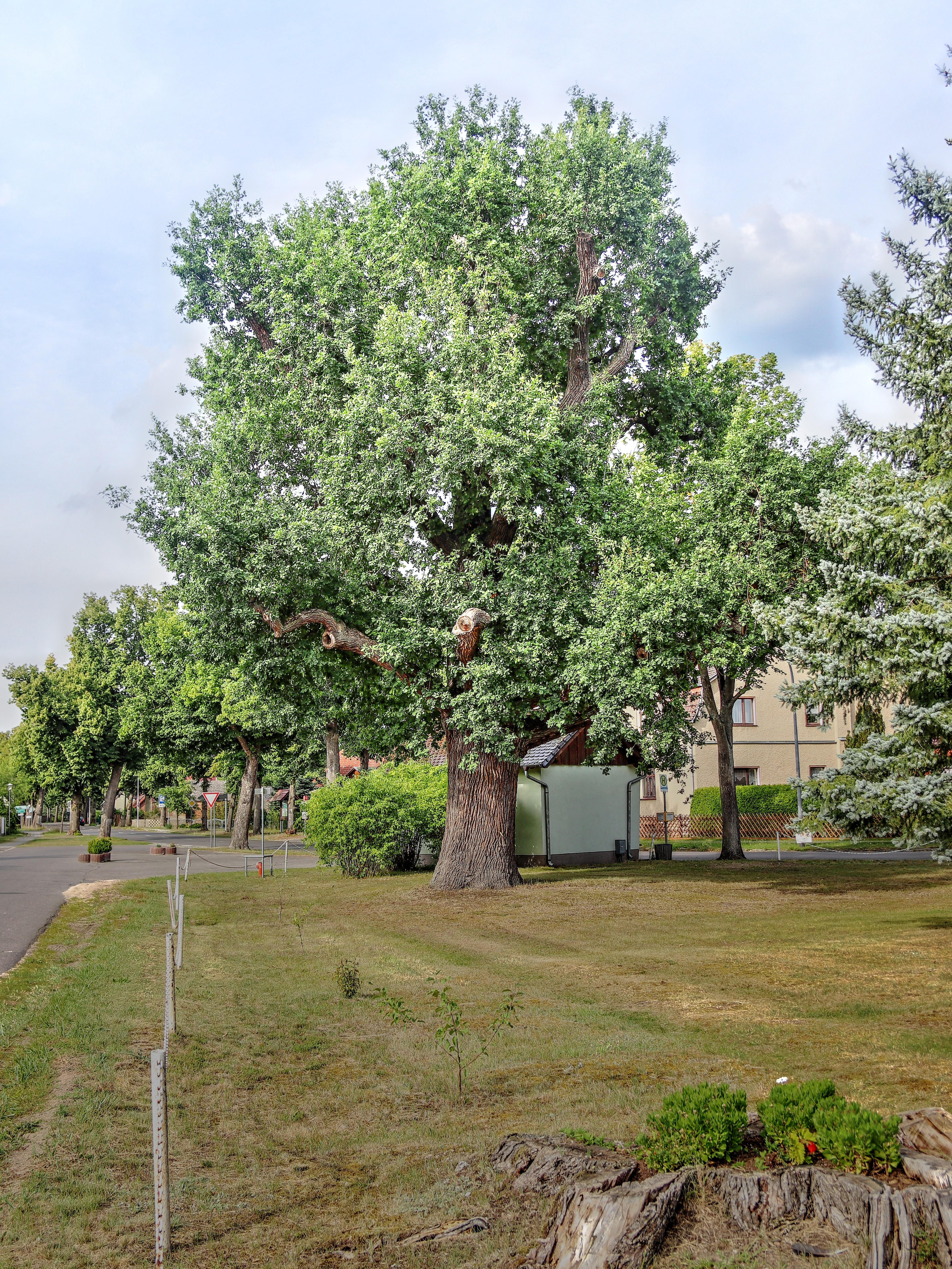
Die Friedenseiche von 1871
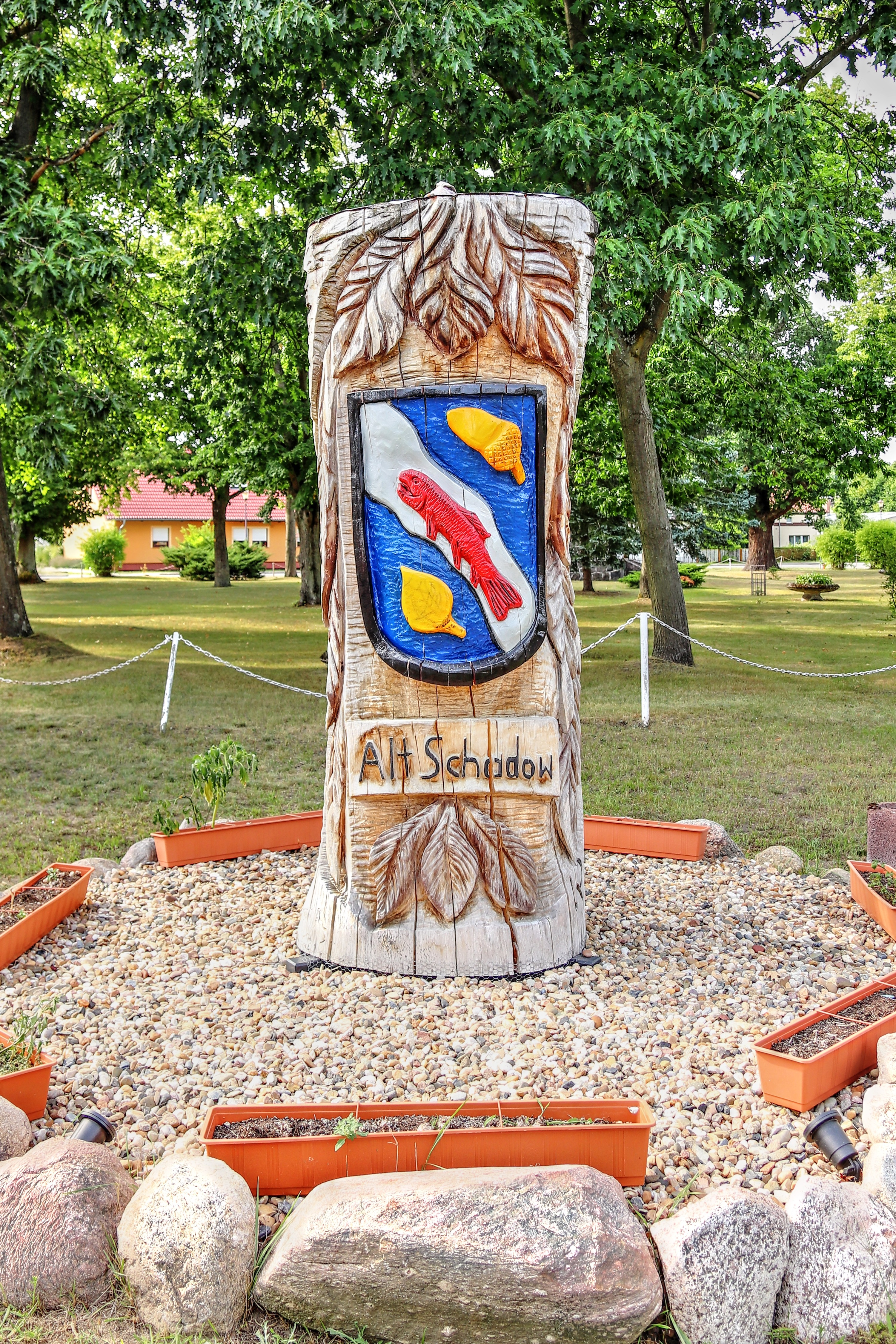
Das Dorfwappen
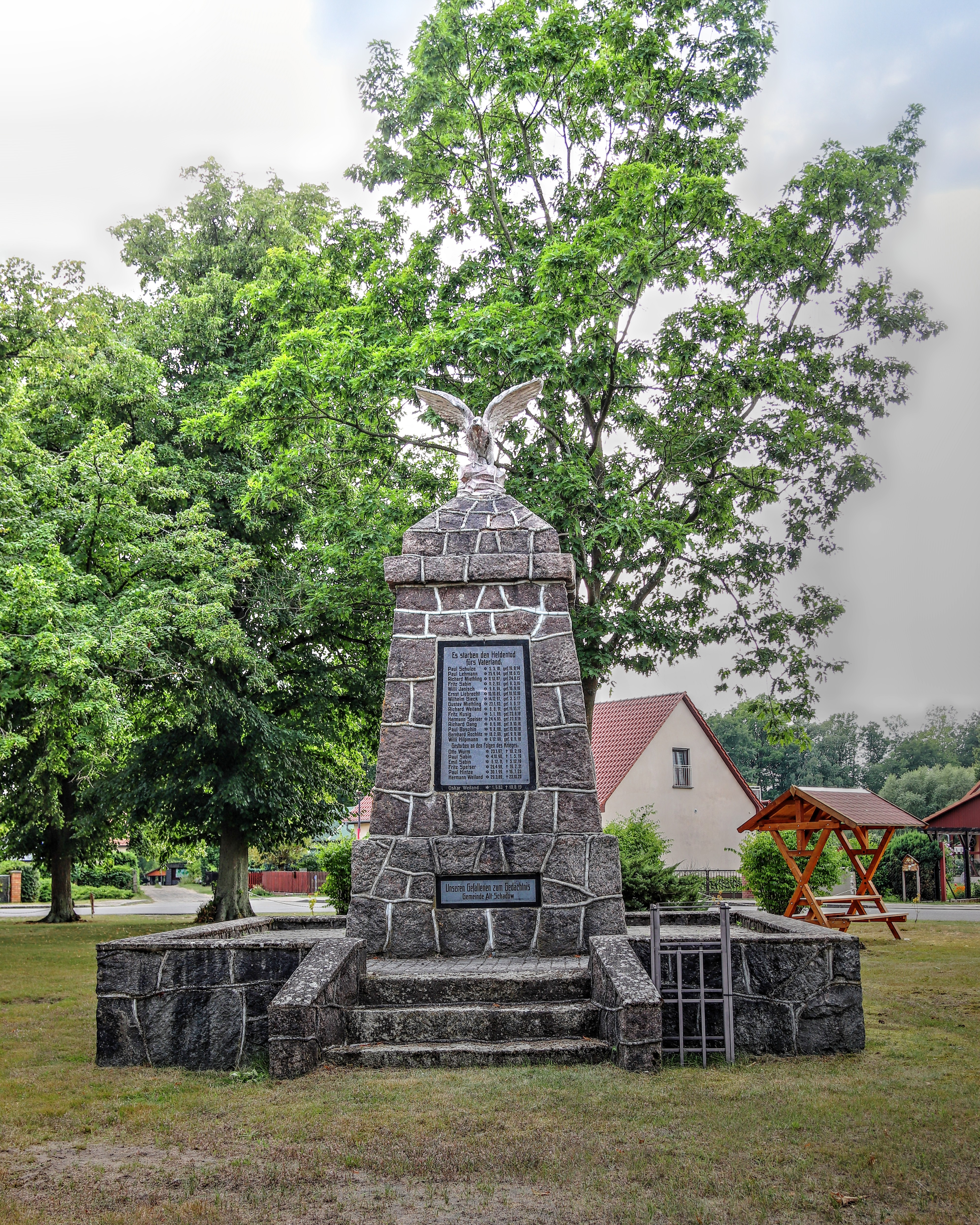
Das Kriegerdenkmal
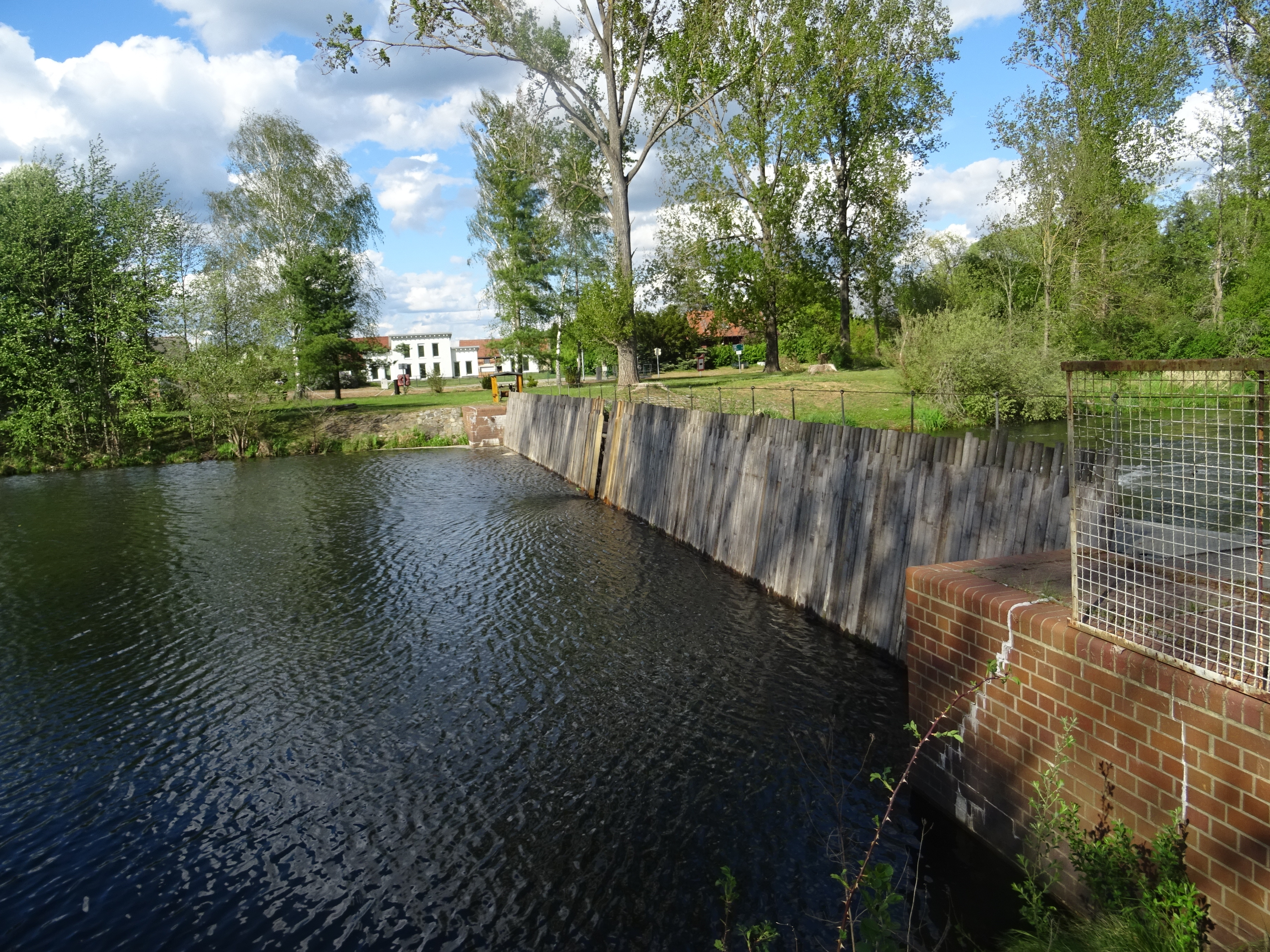
Nadelwehr an der Spree
Neuendorfer-See von der  Halbinsel Raatsch aus in Richtung Alt-Schadow gesehen

## Persönlichkeiten
Der preußische General Hans von Gronau (1850–1940) wurde in Alt-Schadow geboren.